# James Hyde
James Robert Hyde, bardziej znany jako James Hyde (ur. 9 października 1962 r. w Lancaster w stanie Ohio, w hrabstwie Fairfield) – amerykański aktor, tancerz i producent filmowy i telewizyjny, model.

## Życiorys

### Wczesne lata
Urodził się i wychował w Lancaster w Ohio, jest jednym z pięciorga dzieci lokalnej śpiewaczki. Po odsłużeniu służby wojskowej na Hawajach, pracował jako sprzedawca w sklepie, gdzie został odkryty i wkrótce zaczął karierę jako model. Reklamując wyroby Armaniego, Versace i Valentino podróżował m.in. po Japonii, Amsterdamie i Londynie.

### Kariera
Karierę w amerykańskim show biznesie zapoczątkował jako tancerz w brytyjskim nowofalowym zespole Dead or Alive z wokalistą Pete Burnsem. Hyde odbył tournée po Europie, Japonii i Stanach Zjednoczonych z zespołem w 1987, 1989 i 1991 roku. Dwa japońskie koncerty zostały zarejestrowane w filmie Rip It Up Live, wydanym na VHS w 1988 r. Ponadto pojawił się w teledyskach Dead or Alive: „Turn Around & Count 2 Ten”, „Come Home With Me Baby” i „Your Sweetness is Your Weakness”.
W 1996 r. wygrał konkurs otwarty na casting w Sunset Beach i pojawił się w reklamówkach. Zadebiutował w roli Neila Johansson w operze mydlanej Inny świat (Another World, 1997), a dwa lata potem pojawił się jako Liam w As the World Turns (1999). Przełomem w karierze okazała się postać Sama Bennetta w operze mydlanej Passions (1999-2008).

### Życie prywatne
W 1992 roku ożenił się z Sue-Ling Garcią. Mają syna Jamesa Mosesa (ur. 2004).

## Wybrana filmografia

### Filmy fabularne
- 1997: Zaćmienie (The Blackout)
- 1998: Porozmawiajmy o seksie (Let’s Talk About Sex) jako Scott ‘Booty Call Guy’
- 2000: Miami Ninja (The Disciples) jako Brad
- 2001: American Veteran Awards jako Gospodarz
- 2002: Jesteś seryjnym mordercą (Are You a Serial Killer) jako Phillip
- 2010: Broń, nakrotyki i brudne pieniądze (Guns, Drugs and Dirty Money) jako Hitman
- 2010: Beautysleep Symphony jako Bryce
- 2010: Hotel Hell Vacation jako Motivational Speaker
- 2011: The Quincy Rose Show jako James
- 2013: Dobra matka (The Good Mother) jako Daniel
- 2013: Duch lasu (Ghost Forest) jako Bryce Wilder

### Seriale TV
- 1997: Inny świat (Another World) jako Neil Johanssen
- 1998: Miami Sands jako Steven
- 1998: Seks w wielkim mieście (Sex and the City) jako Brad Fox
- 1998: Mortal Kombat: Porwanie (Mortal Kombat Conquest) jako Stefan
- 1999: As the World Turns jako Liam #1
- 1999-2008: Passions jako Sam Bennett
- 2004: CSI: Kryminalne zagadki Las Vegas (C.S.I.: Crime Scene Investigation) jako Mike Trent
- 2006: Fuks (Windfall) jako Marco
- 2007: Las Vegas jako Tom Jader
- 2012: CSI: Kryminalne zagadki Las Vegas (C.S.I.: Crime Scene Investigation) jako Barry Sloan